# 十三人の刺客 (小説)
『十三人の刺客』（じゅうさんにんのしかく）は、谺雄一郎作・池宮彰一郎原案の日本の書き下ろし時代小説。映画『十三人の刺客』（1963年公開）のリメイク版が2010年秋に公開されるのを機に、オリジナル版のシナリオを基にして書き下ろした作品である。作者の谺雄一郎は雑誌の編集業に携わっており、隆慶一郎や池宮彰一郎などのデビューにも関わっている。時代小説家や歴史小説家と共に仕事をしてきた谺の、最初の小説作品でもある。
小説化に際して、登場人物の名前や設定、展開など、幾つかの点で変更がなされている。
なお、本作とは別に、大石直紀の著によるリメイク版映画のノベライズ『映画ノベライズ版 十三人の刺客』 が2010年8月に小学館文庫から刊行されている。

## あらすじ
天保15年旧暦7月3日。老中筆頭土井大炊頭利位の屋敷の門前で1人の武士が切腹して果てた。その武士は明石藩江戸家老の間宮図書。藩主・松平斉宣の暴虐を訴えんがための憤死であった。斉宣は現将軍・徳川家慶の実弟であり、その乱行ぶりは世上の口に上っていても、それを将軍の耳に入れる者は誰もいなかった。そんな折、何も知らぬ将軍の意向により、斉宣が老中に就任することが決められた。
御政道を正すため、土井大炊頭は斉宣の暗殺を決意する。その実行役に選ばれたのは、旗本・島田新左衛門。一方、斉宣を守り通そうとする明石藩側用人の鬼頭半兵衛は新左衛門の竹馬の友であった。友であった2人の、智略を尽くした戦いの顛末が描かれる。

## 登場人物

### 13人の刺客
島田新左衛門（しまだ しんざえもん）
目付。旗本750石の家柄。あさり河岸桃井道場の門弟で、鏡心明智流の遣い手。元は御書院番で、後に御書院番頭に出世。愛刀は筑後の刀工・三池典太作2尺3寸5分の剛刀。
松平斉宣を討った後、半兵衛に斬られ死亡。
倉永左平太（くらなが さへいた）
御徒目付組頭。島田の10年に亘る知己で有能な部下でもある股肱の臣。小野派一刀流の遣い手で200石の旗本。早くに妻を亡くし、子の無いやもめ暮らし。
島田新六郎（しまだ しんろくろう）
新左衛門の甥（姉の子）で旗本の三男坊。直心影流の遣い手で、亀沢町の男谷道場の門弟だった。現在は芸者の小えんの家に居候している。
石塚利平（いしづか りへい）
父子2代で島田家に仕える若党。戦いの中、頸動脈を斬られ、新左衛門への伝令の役目を果たした後、死亡。
平山九十郎（ひらやま くじゅうろう）
桃井道場で新左衛門と知り合った浪人。半兵衛と斬り結んだ際、刀が折れ敗れる。
三橋軍次郎（みつはし ぐんじろう）
御小人目付組頭。32歳。新六郎とは古い馴染みで、道場は違うが同じ直心影流の遣い手。明石藩士達と斬り結び、戦死。
大竹茂助（おおたけ もすけ）
御徒目付。26歳。半兵衛の投げた槍に刺し貫かれ、刺客達の中で最初の戦死者となる。
日置八十吉（ひおき やそきち）
御徒目付。23歳。
樋口源内（ひぐち げんない）
御小人目付。33歳。半兵衛に斬られ死亡。
堀井彌八（ほりい やはち）
御小人目付。三橋の配下。29歳。右腕を切断され、その後死亡。
佐原平蔵（さはら へいぞう）
武州浪人。平山の友人。神道無念流の遣い手。奮戦した後、戦死。
小倉庄次郎（おぐら しょうじろう）
前髪が取れたばかりの若輩で目元の涼しい紅顔の美少年。両親は既に亡く、家は5両2人扶持の御台所方を務める。平山九十郎の弟子。九十郎の戦死後、明石藩士の刀に貫かれ死亡。
木賀小弥太（きが こやた）
大久手の地侍の倅。父の代に身代限りをし、徳兵衛の家に寄寓している。一人前であると徳兵衛に認めてもらうため、一挙に加わる。戦いの中、右手首切断の重傷を負うが、利平の応急処置で一命をとりとめる。

### 刺客達の関係者
土井大炊頭利位（どいおおいのかみとしつら）
老中筆頭。
石塚平右衛門（いしづか へいえもん）
利平の父。老齢のため、刺客には加われなかった。
小えん（こえん）
柳橋の芸者。新六郎の恋人。

### 明石藩
松平左兵衛督斉宣（まつだいらさひょうえのかみ なりこと）
将軍・徳川家慶の末弟。明石松平家の養子となり、播州明石藩10万石を継ぐ。
暴虐の噂が絶えぬ男でありながら、徳川家の血筋であるが故に幕閣の者達が将軍にその行状を伝えられぬ内に、次期老中職に内定する。
鬼頭半兵衛（きとう はんべえ）
新左衛門の竹馬の友で、昌平黌や桃井道場の同門。かつては30俵2人扶持の御家人で、御材木石奉行同心となり、その後当時の老中水野忠成の知遇を得、斉宣が明石家の養子となる際に、陪臣として仕えることになる。その際に、側用人となり1000石高の扶持を受ける。
新左衛門を斬った直後、駆けつけた倉永左平太に斬られ死亡。
浅川十太夫（あさかわ じゅうだゆう）
明石藩近習頭。半兵衛にとってかわり、側用人となることを目論んでいる。
出口源四郎（でぐち げんしろう）
近習番の若侍。日置八十吉を捕えようとして逆に平山に斬られる。
仙田角馬（せんだ かくま）
近習番の若侍。日置八十吉を捕えようとして逆に平山に斬られる。
丹羽隼人（にわ はやと）
明石藩重臣。
大野多仲（おおの たちゅう）
明石藩重臣。
小泉頼母（こいずみ たのも）
明石藩老職。
間宮図書（まみや ずしょ）
明石藩江戸家老。斉宣の暴虐を訴えるため、土井利位の屋敷前で切腹する。

### 尾張藩
牧野靭負（まきの ゆきえ）
木曽上松陣屋詰吟味役。斉宣のために、嫡子妥女と嫁の千世を亡くす。

### 落合宿
三州屋徳兵衛（さんしゅうやとくべえ）
落合宿庄屋。斉宣暗殺に宿場を挙げて協力する。
加代（かよ）
徳兵衛の一人娘。木賀小弥太とは恋仲。

## 書籍情報
小学館より刊行。
- 十三人の刺客 （2010年2月 ISBN 978-4-09-386270-7）